# 中川早紀
中川 早紀（なかがわ さき、1982年 - ）は、日本のコンサルタント、テレビタレント、俳優、編集者、エッセイスト。学位は学士（国際関係学）（静岡県立大学・2005年）。筆名はさきっちょ。

## 概要

### 生い立ち
静岡県清水市（現在の静岡県静岡市清水区）出身。高等学校卒業後、静岡県立大学に進学した。在学中、友人だった慶應義塾大学の伊藤春香と起ち上げたブログを書籍化したことから、複数のマスコミから「現役女子大生の書籍出版」として注目された。
当時は日本でブログが盛んになり始めた時期であったことから、のちに一般的になるブログを基にした書籍化のパイオニアであり、女子大生によるブログ出版という多数のフォロワーを生んだ。この出版の経験から本の編集者という職種に興味を持ち、大学卒業後は出版社の編集者となった。

### 活動領域
本の出版以降は、『土曜マガジンパロパロ』や『ぐるっと静岡食紀行』といったバラエティー番組のレギュラー出演するだけでなく、『とびっきり!しずおか』などの情報番組にも出演しており、近年ではいわゆる「文化人タレント」としての活動も行っている。『とびっきり!しずおか』では、大学の先輩に当たる原田裕見子とともにレギュラーを務めた。また、パロパロガールズの一員でもあった。並行して劇団ブサイコロジカル。に所属する俳優として演劇活動に参加しており、ねとらじでは同劇団のラジオ番組にてパーソナリティを務めているなど、対外的に広報的な役割を果たしている。
また、情報通信系のコンサルティング活動も行っており、プロモーション活動や従業員による情報発信など会社経営にブログを活用する試みを提唱している。
2010年3月には、「誠 Biz.ID」上で展開された広告記事にて、マイクロソフト製「Microsoft Office 2007」を紹介するキャラクターに起用された。また、同年7月には、同サイトの広告記事にてぺんてる製「airpenMINI」を紹介するキャラクターに再び起用されたが、マイクロソフトを紹介していた前回記事とは一転し、今度は「airpenMINI」を用いてAppleのビジネスモデルを分析するという企画に挑戦した。近年ではキヤノンの複合機を紹介する企画に登場している。

## 出演

### テレビ
- 『土曜マガジンパロパロ』テレビ静岡。
- 『ぐるっと静岡食紀行』静岡第一テレビ。
- 『とびっきり!しずおか』静岡朝日テレビ。

## 著作

### 共著
- 『さきっちょ&はあちゅう恋の悪あが記――Super edition』ライブドアパブリッシング、2005年。ISBN 4779400023

### 編集
- 『ネットで稼ぐ人のための日本一わかりやすい確定申告!』ライブドアパブリッシング、2006年。ISBN 9784779400360